# Duetræ-slægten
Duetræ-slægten (Davidia)  er en lille, monotypisk slægt, som er udbredt i det sydvestlige Kina (Sichuan- og Hubei-provinserne). Det er lave og bredkronede, løvfældende træer med en kort stamme og kraftige, næsten vandrette grene. Blomsterne er små, men sidder samlet i rødbrune hoveder. Frugterne er stenfrugter.
| Arter |

- Duetræ (Davidia involucrata)